# 大神山公園
大神山公園（おおがみやまこうえん）は、東京都小笠原村父島にある東京都立公園である。
二見港の桟橋から都道240号を挟んで向かい側にある丘陵地の「大神山地区」と、二見湾大村海岸に面した平坦地である「大村中央地区」に分かれている。大村中央地区には小笠原ビジターセンターが設置されている。

## 主な施設
以下公式サイトによる。
大神山地区
- 駐車場（北入口広場）
- バイク・自転車駐輪台（西入口広場）
- トイレ4棟（「だれでもトイレ」1棟）
- 休憩所
- 展望台
  - 南入口展望台

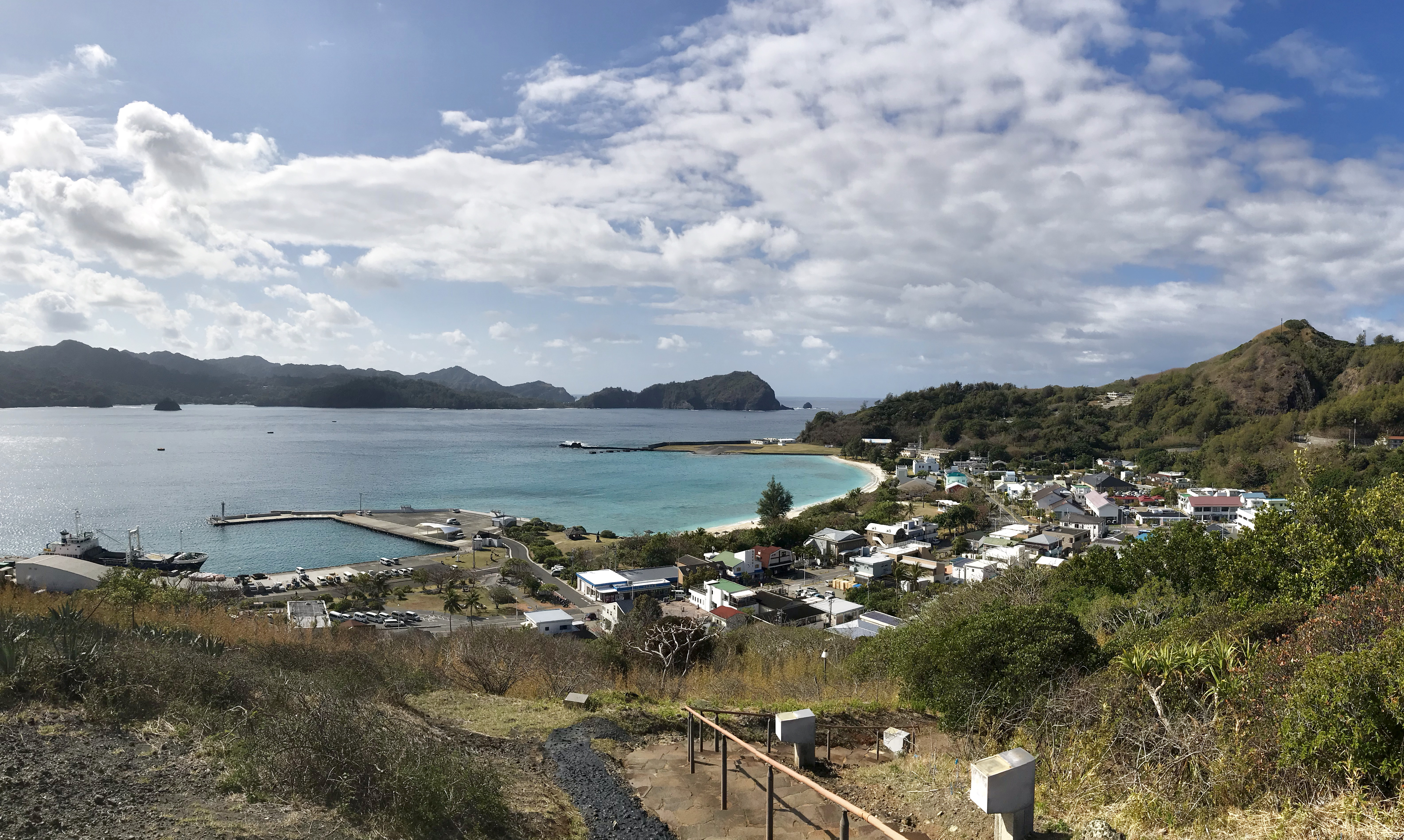
大神山地区から眺める父島中心部

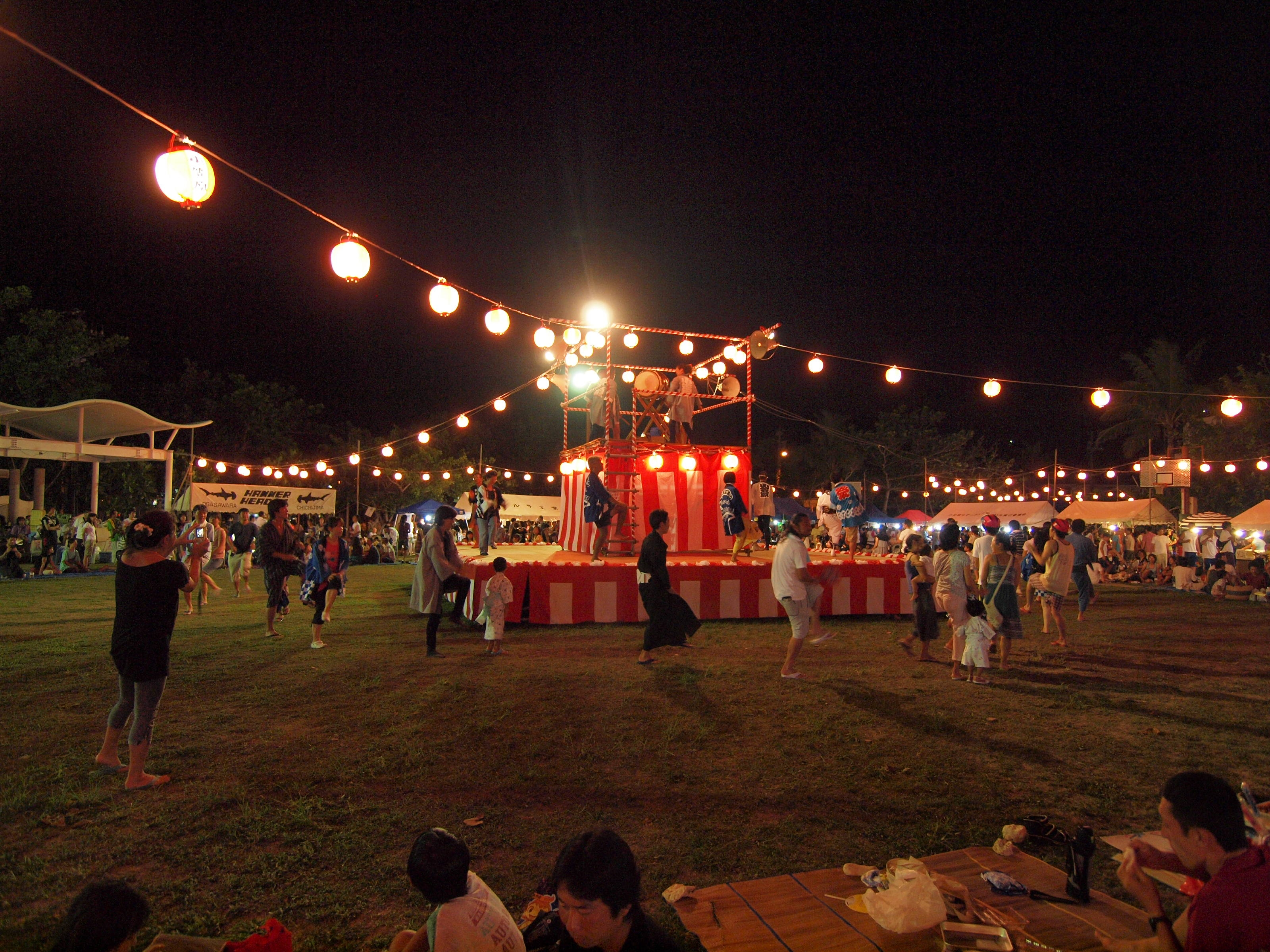
大村中央地区・お祭り広場で開かれる盆踊りの様子

  - メイン展望台 - ここに設置されている情報カメラの映像はTOKYO MXの『TOKYO MX NEWS』（平日11:55）で背景として使用されている[3]。
  - 山頂展望台
  - パノラマ展望台
- 広場
  - 北入口広場
  - 西入口広場
  - 冒険遊戯広場
  - 学校前広場
  - 記念碑広場
  - 遺跡広場

大村中央地区
- 駐車場
- 大村海岸（遊泳場）
  - シャワー付き更衣室
- トイレ2棟（2棟とも「だれでもトイレ」）
- 休憩舎「ゲゲゲハウス」
- 野外ステージ（お祭り広場）- 音楽祭や盆踊り、「日本一早い海びらき」、年越しカウントダウンなどのイベントに利用される。
  - ラドフォード提督学校碑
  - 行幸啓記念碑
- 児童遊戯広場
- コミュニティ広場
  - ペリー提督来島碑

## 小笠原ビジターセンター

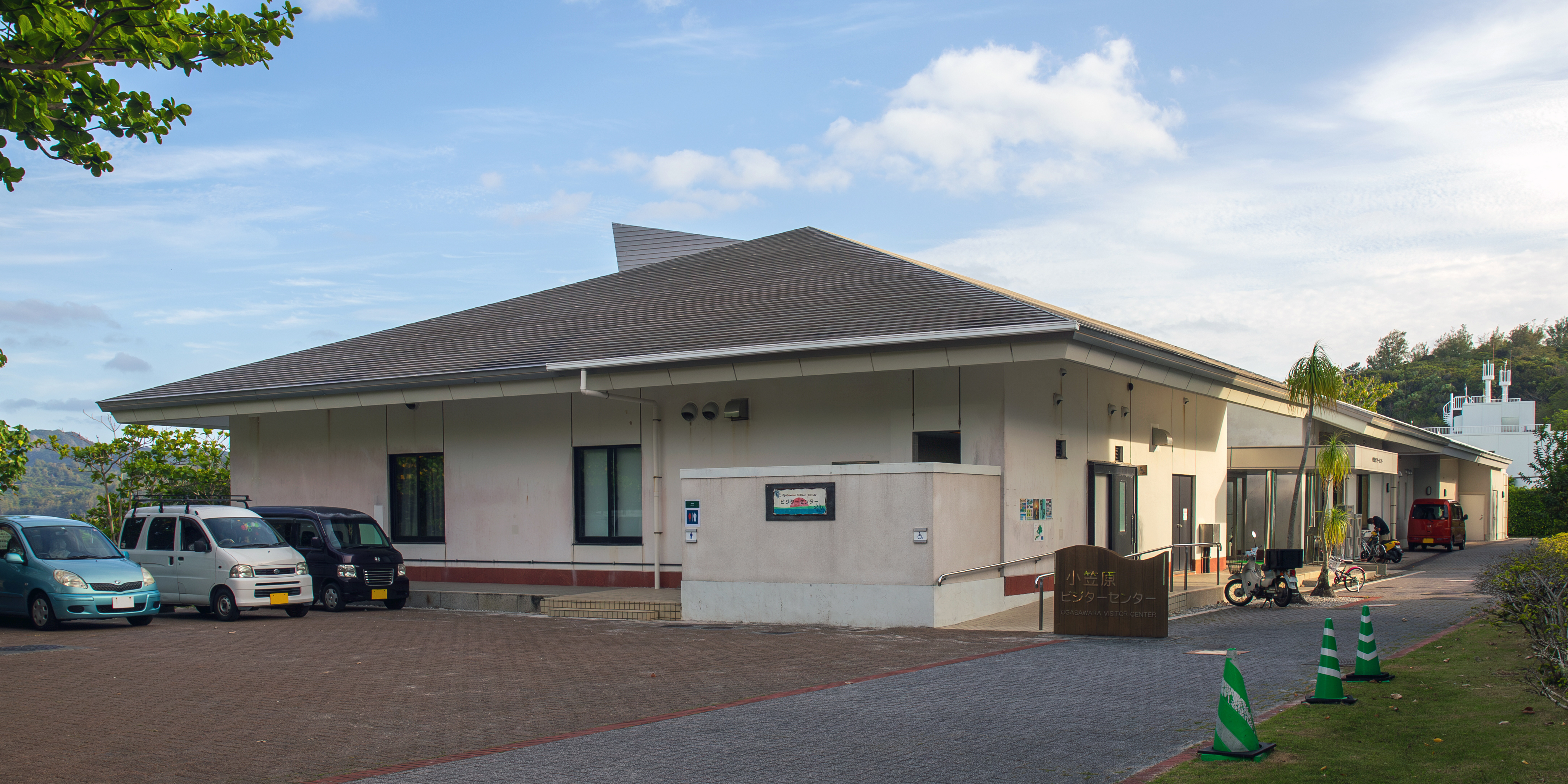
小笠原ビジターセンター

年間を通じて、解説員による解説・企画展示・自然観察会・講演会・手作り体験などにより、海洋島である小笠原諸島の成り立ち・自然の魅力・歴史・文化を紹介している。
以下公式サイトによる。
- 住所
  - 東京都小笠原村父島字西町
- 開設
  - 1988年（昭和63年）（※新館は平成19年開設）
- 開館時間
  - 通常期 8：30 - 17：00
  - 繁忙期 8：30 - 21：00（春休み、ゴールデンウィーク、夏休み、年末年始など）
- 休館日
  - おがさわら丸が島に停泊していない日（繁忙期はおがさわら丸出航中も開館）
- 入場料
  - 無料（体験教室などの参加においては一部実費負担あり）

## 近隣施設
- 二見港
- 小笠原村役場
- 小笠原村観光協会
- 小笠原警察署
- 小笠原村立小笠原小学校・小笠原村立小笠原中学校
- 東京都立小笠原高等学校
- 大神山神社

## アクセス
- 二見港より徒歩